# Old Warden Aerodrome
O Old Warden Aerodrome ou Shuttleworth (Old Warden) Airfield está localizado a 6 milhas náuticas (11 km; 6,9 milhas) a sudeste de Bedford, em Bedfordshire, Inglaterra. O aeródromo de propriedade privada atende a "Shuttleworth Collection", que contém um grande número de aeronaves e carros antigos, muitos em condições de funcionamento.
Informações atualizadas sobre o aeródromo estão disponíveis no site The Shuttleworth Collection, bem como informações meteorológicas ao vivo no site oficial.